# 朱砂溪
朱砂溪（英語：Vermillion Creek，又译为弗米利恩河）是格林河的一条支流，长约67.5-英里（108.6-）。它源出怀俄明州甘霖縣南部，在科罗拉多州莫弗特縣部汇入格林河。